# 심문계
심문계(沈文季, 442년 ~ 499년)는 중국 남북조 시대 남조 송나라와 제나라의 정치인이다. 사공(司空)에 추증되었다.
오흥군 무강현(吴興郡 武康縣, 지금의 저장성 덕청현) 출신으로, 시호는 충헌(忠憲)이고, 산양현백(山陽县伯) · 약양현후(略陽县侯) · 서봉현후(西奉县侯)에 봉작되었다.
남조 송나라의 태위(太尉) 심경지(沈慶之)의 아들이고, 남조 송나라의 시중(侍中) 심문숙(沈文叔)의 동생이며, 남조 제나라의 시중(侍中) 심소략(沈昭略)의 숙부이다.
남조 송나라의 형주자사(荊州刺史) 심유지(沈攸之)의 당질이다.

## 가계
- 부 : 심경지(沈慶之) - 남조 송나라의 시중(侍中) · 태위(太尉)
  - 형 : 심문숙(沈文叔) - 남조 송나라의 시중(侍中)
    - 조카 : 심소략(沈昭略) - 남조 제나라의 시중(侍中)
- 당숙 : 심유지(沈攸之) - 형주자사(荊州刺史)
  - 6촌 : 심문화(沈文和) - 남조 제나라의 초대 황제 소도성(蕭道成, 427년 ~ 482년)의 부마

## 생애
남조 송나라 때 461년 산양현백(山陽县伯)에 봉작되고, 이후 저삭장군(宁朔將軍), 선위장군(宣威將軍), 광릉태수(廣陵太守), 남동해태수(南東海太守), 후군장군(后軍將軍), 비서감(秘書監), 오흥태수(吴興太守)를 지내고, 477년 자신의 5촌 당숙 형주자사(荊州刺史) 심유지(沈攸之)가 정권을 잡은 소도성에 대항하여 군사를 일으키자 관군장군(冠軍將軍)이 되어 이를 진압하였다. 그 공으로 정로장군(征虏將軍)이 되고 약양현후(略阳县侯)에 봉작되었으며 478년 단양윤(丹陽尹, 남경시장)이 되었다.
남조 제나라가 건국되어 소도성이 초대 황제가 되자 시중(侍中) 겸 비서감(秘書監)이 되고 서봉현후(西奉县侯)에 봉작되었다. 태자첨사(太子詹事)를 거쳐 483년 오군태수(吴郡太守), 485년 평동장군(平東將軍), 486년 회계태수(会稽太守), 좌장군(左將軍), 정주자사(郢州刺史), 영군장군(領軍將軍), 시중(侍中), 영태자첨사(領太子詹事), 중호군(中護軍), 시중(侍中)을 지냈다. 494년 영군장군(領軍將軍)，시중(侍中), 상서우복야(尚書右仆射), 영태자첨사(領太子詹事)를 지내고, 495년 호군장군(護軍將軍), 상서좌복야(尚書左仆射), 499년 진군장군(鎭軍將軍), 시중(侍中), 상서좌복야(尚書左仆射)에 이르렀다. 499년 10월, 황제 소보권이 서효사(徐孝嗣), 상서좌복야 심문계(沈文季), 시중 심소략(沈昭略) 등 세 명에게 속히 입궁하여 조정 대사를 논하자는 내용의 조명을 내렸다. 이들이 궁문에 들어오자 여법진이 독주를 내렸다. 이들 세 명은 독주를 마시고 독살(毒殺)당하고야 만다. 501년 사공(司空)에 추증되고 충헌(忠憲)이라는 시호가 내려졌다.
여섯 명의 보정대신 중 서효사(徐孝嗣)와 심문계(沈文季)는 문인 출신으로 병사들을 보유하지 않은 까닭에 약간 더 오래 살 수 있었습니다. 어떤 사람이 서효사에게 소보권이 출성해 정신없이 놀 때 성문을 닫고 대신들을 모아 폐위하자는 안을 내놓았습니다. 이들의 모반을 두고 일부 사가는 중국의 속담을 인용하여 이같이 비웃었습니다.

“서생의 모반은 착실히 준비해도 성공하지 못한다!”

머뭇거리며 결단하지 못하는 것을 지적한 것입니다. 결국 서효사는 마지막까지 결단하지 못했습니다. 당시 심문계 역시 노환을 이유로 병가를 얻어 조정에 나가지 않았습니다. 그의 조카 시중 심소략(沈昭略)이 말했습니다.

“숙부는 나이가 60이고, 관직이 복야에 이른 까닭에 화를 면할 길이 없습니다!”

심소략의 우려에도 심문계는 웃으며 아무 말도 하지 않았습니다. “죽은 돼지는 끓는 물을 두려워하지 않는다”는 중국 속담처럼 심문계는 이미 최악의 상황을 각오하고 있었습니다.
즉위한 지 열 달이 지난 499년 10월, 소보권이 심문계 및 심소략 등 세 명에게 속히 입궁하여 조정 대사를 논하자는 내용의 조명을 내렸습니다. 이들이 궁문에 들어오자 여법진이 독주를 내렸습니다. 심소략이 대로해 서효사를 꾸짖었습니다.

“혼군을 폐하고 명군을 옹립하는 건 고금의 법칙이오. 재상이 재간이 없어 마침내 오늘과 같은 일이 빚어지고 말았소!”

평소 주령이 큰 서효사는 독주를 1말이나 마신 뒤에야 숨을 거두었습니다.— 담수 <서생의 모반은 착실히 준비해도 성공하지 못한다!>

## 같이 보기
- 심경지
- 심문숙
- 심소략
- 심문화
- 소보권
- 심군리
- 심흠
- 심각
- 심약

## 참조
- 《송서》(宋書)
- 《남제서》(南齊書)
- 《담수》(談藪)